# Sai Kung (ville)
Sai Kung (chinois : 西貢市) est une ville située sur la péninsule de Sai Kung dans les Nouveaux Territoires de Hong Kong.

## Toponymie
Sai Kung a été établie comme bourg centre pour les villages environnants sous le nom de 西貢墟 il y a environ 100 ans. De nos jours, officiellement, la ville est plus souvent appelée 西貢市. Malgré sa translittération moderne, 市 (signifiant généralement « ville » en chinois classique), 墟 et 市 signifient tous deux « marché ». Le mot 市 a également été utilisé par le gouvernement colonial britannique pour translittérer le mot « ville » ; par exemple, la ville de Tai Po .
Le nom Sai Kung (chinois : 西貢) est apparu pour la première fois dans des publications occidentales datant du début des années 1900, mais la localité n'était, à l'époque, décrite que comme « le village de Sai Kung ». Sai Kung est également probablement apparu pour la première fois sur une carte du comté de Xin'an réalisée par Simeone Volonteri (en), en 1866. Les origines du nom Sai Kung sont relativement inconnues. De plus, l'exactitude de la carte de Volonteri, de manière générale, a été critiquée, en particulier en ce qui concerne les noms de lieux spécifiques, tels que * Pic Castle (Hong Kong), qui, historiquement, était connu sous le nom de Tuen Mun Hill.